# Distrito de Kilifi
El Distrito de Kilifi es un distrito en la Provincia Costera de Kenia. Su capital el la ciudad de Kilifi. El distrito tiene una población de 281,552 habitantes..
El distrito se encuentra al nordeste de Mombasa. Kilifi es menos visitado por los turista que los distritos de Mombasa o Malindi, pero hay algunas playas turísticas en Kikambalay Kilifi. 
| Autoridad local                                                            |         |            |               |
|                                                                            |         |            |               |
| Autoridad                                                                  | Tipo    | Población* | Pob. urbana.* |
| Kilifi                                                                     | Ciudad  | 74,050     | 30,394        |
| Mariakani                                                                  | Ciudad  | 57,984     | 10,987        |
| Kilifi County                                                              | Condado | 412,269    | 28,266        |
| Total                                                                      | -       | 544,303    | 69,647        |
| * 1999 census. Source: Archivado el 1 de marzo de 2020 en Wayback Machine. |         |            |               |

| Division Administrativa   |            |              |           |
|                           |            |              |           |
| Division                  | Población* | Pob. urbana* | Cabecera  |
| Bahari                    | 90,009     | 26,862       | Kilifi    |
| Bamba                     | 35,852     | 1,307        | Bamba     |
| Chonyi                    | 47,138     | 0            |           |
| Ganze                     | 33,207     | 0            | Ganze     |
| Kaloleni                  | 197,033    | 13,964       | Kaloleni  |
| Kikambala                 | 97,898     | 23,997       | Mtwapa    |
| Vitengeni                 | 43,159     | 0            | Vitengeni |
| Total                     | 544,303    | 66,130       |           |
| * 1999 census. Sources: , |            |              |           |

El distrito cuenta con tres divisiones: 
- Bahari Constituency
- Ganze Constituency
- Kaloleni Constituency